# 디아카 앨스먼
디아카 앨스먼(영어: Dearka Elthman, 일본어: ディアッカ・エルスマン)은 TV 애니메이션 《기동전사 건담 SEED》 및 《기동전사 건담 SEED DESTINY》에 등장하는 가공의 인물이다. 성우는 사사누마 아키라가 담당하였다.

## 인물
- 인종 : 코디네이터 (제2세대)
- 생년월일 : C.E. 54년 3월 29일
- 별자리 : 양자리
- 혈액형 : AB형
- 연령 : 17세(SEED) → 19세(SEED DESTINY)
- 신장 : 176cm(SEED) → 180cm(SEED DESTINY)
- 체중 : 67.5kg(SEED) → 58kg(SEED DESTINY)
- 취미 : 일본 무용
- 머리색 : 금색
- 눈동자색 : 연보라색
- 출신 : 플랜트 페블라리우스시

## 같이 보기
- 기동전사 건담 SEED
- 기동전사 건담 SEED DESTINY